# Рублевска, Елена
Еле́на Рубле́вская (латыш. Jeļena Rubļevska, род. 23 марта 1976, Рига, Латвийская ССР) — латвийская спортсменка. Участница 4 Олимпийских игр: 2000, 2004, 2008 и 2012 годов.
На Олимпиаде-2004 Елена Рублевска завоевала серебряную медаль по современному пятиборью, став первой женщиной, завоевавшей олимпийскую медаль для независимой Латвии.